# Víctor Ibarbo
Segundo Víctor Ibarbo Guerrero (* 19. května 1990, Tumaco, Kolumbie) je kolumbijský fotbalový útočník a reprezentant, který hostuje ve Watfordu z Cagliari. Účastník Mistrovství světa 2014 v Brazílii.

## Klubová kariéra
Ibarbo začínal v profesionálním fotbale v roce 2008 v kolumbijském celku Atlético Nacional, s nímž vyhrál v roce 2011 ligovou trofej. V červenci 2011 odešel za 2,3 milionu USD do italského klubu Cagliari Calcio.
V lednu 2015 odešel z Cagliari na hostování do AS Řím. V září 2015 odešel na další hostování do anglického Watfordu.

## Reprezentační kariéra
Víctor Ibarbo reprezentoval Kolumbii v mládežnickém výběru U20. Zúčastnil se Mistrovství Jižní Ameriky hráčů do 20 let 2009 ve Venezuele.
V národním A-týmu Kolumbie debutoval v roce 2010.
Argentinský trenér Kolumbie José Pékerman jej vzal na Mistrovství světa 2014 v Brazílii. Na šampionátu vyhráli Kolumbijci s plným počtem 9 bodů základní skupinu C. Ibarbo odehrál dva zápasy v základní sestavě proti Řecku a Pobřeží slonoviny, ale ve druhém utkání se zranil. V osmifinále Kolumbijci vyřadili Uruguay poměrem 2:0. Ve čtvrtfinále proti Brazílii se Ibarbo vrátil do sestavy, ale na dalšího jihoamerického soupeře již s týmem nestačili a prohráli 1:2.